# Pchu-jang
Pchu-jang (čínsky pchin-jinem Púyáng, znaky 濮阳) je městská prefektura v Čínské lidové republice. Patří k provincii Che-nan.
Celá prefektura má rozlohu 4 261 čtverečních kilometrů a v roce 2020 zde žilo tři a tři čtvrtě miliónu obyvatel.

## Poloha
Pchu-jang se rozkládá na severu provincie Che-nan, leží na severním břehu Žluté řeky v Severočínské nížině. Sousedí na západě s chenanskými prefekturami An-jang a Sin-siang, na severu s provincií Šan-si a na východě s provincií Šan-tung.

## Správní členění
Městská prefektura Pchu-jang se člení na šest celků okresní úrovně, a sice jeden městský obvod a pět okresů.
| Chua-lung okres · Čching-feng okres · Nan-le okres · Fan okres · Tchaj-čchien okres · Pchu-jang |        |                       |             |                                         |
| Název                                                                                           | Název  | Počet obyvatel (2020) | Rozloha km² | Hustota zalidnění (obyv. na km²) (2020) |
| český přepis                                                                                    | znaky  | Počet obyvatel (2020) | Rozloha km² | Hustota zalidnění (obyv. na km²) (2020) |
| Městský obvod                                                                                   |        |                       |             |                                         |
| Chua-lung                                                                                       | 华龙区 | 963 512               | 384         | 2 511                                   |
| Okresy                                                                                          |        |                       |             |                                         |
| Čching-feng                                                                                     | 清丰县 | 592 425               | 829         | 714                                     |
| Nan-le                                                                                          | 南乐县 | 458 900               | 624         | 735                                     |
| Fan                                                                                             | 范县   | 476 557               | 629         | 758                                     |
| Tchaj-čchien                                                                                    | 台前县 | 323 113               | 444         | 729                                     |
| Pchu-jang                                                                                       | 濮阳县 | 968 721               | 1 38264     | 710                                     |
|                                                                                                 |        |                       |             |                                         |
| Celkem                                                                                          | Celkem | 3 772 088             | 4 261       | 885                                     |